# 梁寿郡
梁寿郡，中国南北朝时设置的郡。
南朝梁置，治所在龙平县（今广西壮族自治区昭平县），属静州。辖境即相当今广西壮族自治区昭平县一带。梁壽郡和静慰郡同治一地（龙平县，今广西昭平县），号称梁壽靜慰二郡。隋朝开皇九年（589年）隋灭南陈后废。 